# Nocturnos (libro)
Nocturnos es el quinto libro de la uruguaya Idea Vilariño, es publicado en 1955.

## Reseña
El libro «Nocturnos», es una recopilación de treinta y cuatro poemas. Tradicionalmente se entiende que con este libro, Vilariño adquiere su voz original. El prólogo ha sido realizado por Guillermo Boido.
Tiene varias ediciones, fue reeditado en 1963 y 1986 por la editorial Arca.